# 창무
창무(昌武)는 중국 하(夏) 무열제(武烈帝)의 세 번째 연호이다. 418년 11월에서 419년 정월까지 3개월 동안 사용하였다. 418년 11월, 혁련발발(赫連勃勃)은 황제에 즉위하고 개원하였다.
같은 시기에 사용된 다른 연호로는 동진(東晉)에서 사용한 의희(義熙 : 405년 ~ 418년), 원희(元熙 : 419년 ~ 420년), 서진(西秦)에서 사용한 영강(永康 : 412년 ~ 419년), 북량(北凉)에서 사용한 현시(玄始 : 412년 ~ 428년), 서량(西凉)에서 사용한 가흥(嘉興 : 417년 ~ 420년), 북연(北燕)에서 사용한 태평(太平 : 409년 ~ 430년), 북위(北魏)에서 사용한 태상(泰常 : 416년 ~ 423년)이 있다.

## 연대대조표
| 창무                | 원년            | 2년             |
| 서력                | 418년           | 419년           |
| 육십간지 (六十干支) | 무오(戊午)      | 기미(己未)      |
| 동진 (東晉)         | 의희(義熙) 14년 | 원희(元熙) 원년 |
| 서진 (西秦)         | 영강(永康) 7년  | 8년             |
| 북량 (北凉)         | 현시(玄始) 7년  | 8년             |
| 서량 (西凉)         | 가흥(嘉興) 2년  | 3년             |
| 북연 (北燕)         | 태평(太平) 10년 | 11년            |
| 북위 (北魏)         | 태상(泰常) 3년  | 4년             |

## 같이 보기
- 중국의 연호

| 이전 연호 봉상(鳳祥) | 중국의 연호 북하(北夏) | 다음 연호 진흥(眞興) |